# Odsun sovětských vojsk z Československa

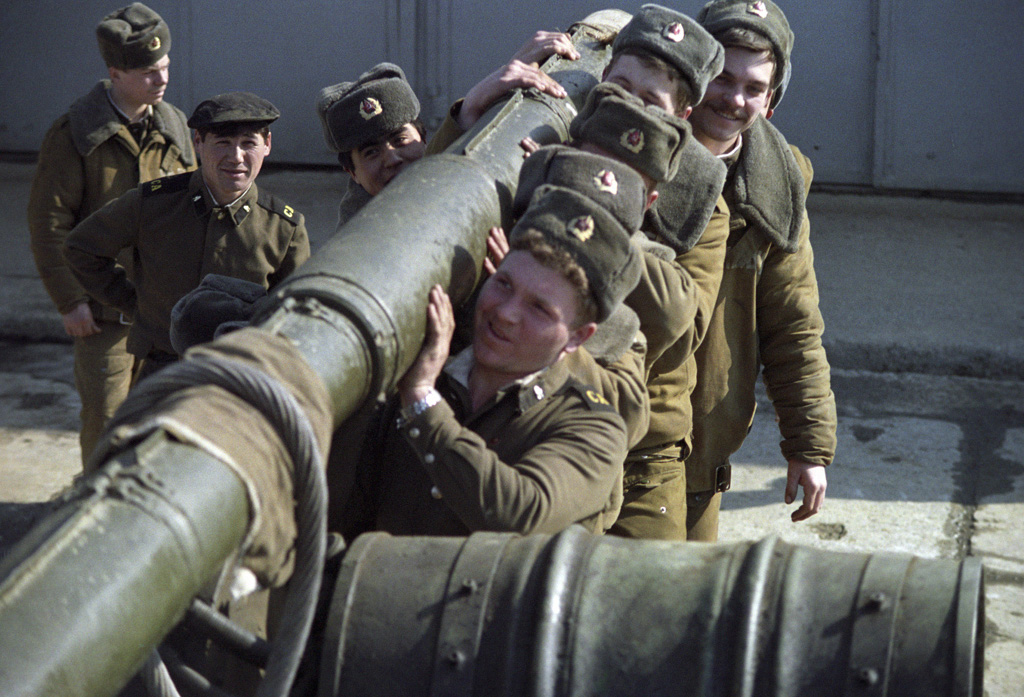
Sovětští vojáci během odsunu

Odsun sovětských vojsk z Československa spočíval v nenásilném postupném odchodu Střední skupiny vojsk, která byla na československém území vytvořena 24. října 1968 po invazi vojsk Varšavské smlouvy. Celkem území ČSFR k 30. červnu 1991 v 925 transportech opustilo 73 500 vojáků a 39 000 jejich rodinných příslušníků, 1 220 tanků, 2 500 bojových vozidel pěchoty a obrněných transportérů, 105 letounů, 175 vrtulníků a 95 000 tun munice.
Do záležitosti stažení vojsk nebylo kvůli pravděpodobným průtahům zahrnuto řešení odškodnění, které mělo být předmětem samostatné dohody, jež měla být uzavřena až po stažení vojsk.
23letá přítomnost sovětských vojsk na území ČSSR přinesla společenský, kulturní, morální, duchovní a ekologický úpadek a ekonomickou stagnaci. Přítomnost cizích vojsk etablovala normalizační moc, promítala se do politických, právních a správních rozhodnutí.

## Částečný odsun v letech 1988–1989

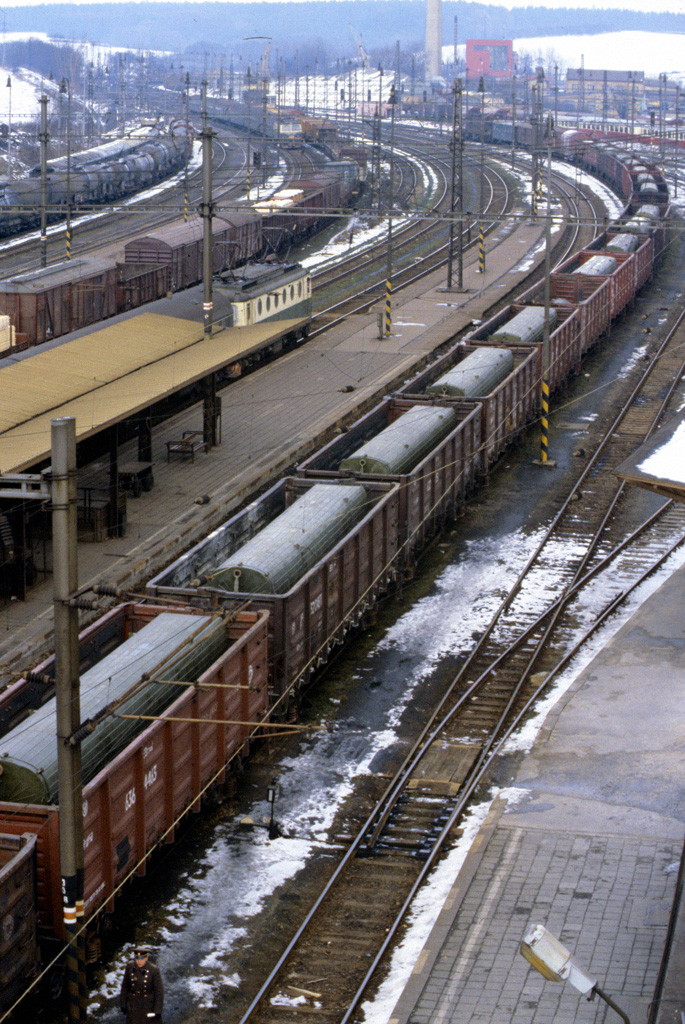
Vlak s raketami OTR-22 Temp-S připravený k odjezdu z nádraží v Hranicích

Jako první sovětská jednotka byla z Československa stažena již v roce 1988 122. raketová brigáda v rámci plnění smlouvy o likvidaci raket středního a krátkého doletu, podepsané 8. prosince 1987. Brigáda byla umístěna v Hranicích a vojenském újezdu Libavá. Vyzbrojena byla balistickými raketami OTR-22 Temp-S vybavenými jadernými hlavicemi. Odsun brigády proběhl od 25. února do 23. března 1988.
Na základě jednostranného snížení stavů sovětských jednotek v Evropě o desetinu, oznámeného Michailem Gorbačovem v prosinci 1988, došlo k dalšímu omezenému odsunu sovětských jednotek z Československa v roce 1989. Tento částečný odsun ale nijak nezpochybňoval trvající umístění Střední skupiny vojsk v Československu. Od dubna do konce roku byly staženy čtyři prapory (vzdušný výsadkový, automobilní, ženijní a chemické ochrany). Proběhla reorganizace jednotek na obrannou strukturu, stav tanků u tankových divizí byl snížen o 20 %, obrněných transportérů u motostřeleckých divizí o 40 %. Celkem bylo staženo 1500 vojáků, 192 tanků a 20 letadel. Na rok 1990 byl naplánován odsun 31. tankové divize z Bruntálu.

## Jednání o úplném stažení vojsk
Během roku 1989 se pohled bývalých sovětských satelitů na vojenskou intervenci vojsk Varšavské smlouvy v srpnu 1968 v Československu začal měnit. Jako první se k věci vyjádřilo 16. srpna Maďarsko, jehož vláda oznámila, že se s intervencí „neztotožňuje“. Již o den později, tedy 17. srpna, invazi odsoudil polský Senát a Sejm. NDR se k věci vyjádřila až 30. listopadu, kdy mluvčí vlády Wolfgang Meyer prohlásil, „že vojenský zásah pěti zemí Varšavské smlouvy v Československu 21. srpna 1968 byl z dnešního hlediska nepřípustný a je nutno vyslovit nad ním politování". Po tom, co 2. prosince 1989 vyhodnotila i bulharská vláda vojenskou intervenci na území ČSSR v roce 1968 jako neodůvodněnou a nezákonnou, vyhlásila vláda Ladislava Adamce 3. prosince 1989 intervenci za porušení norem mezinárodního práva a navrhla jednání o dočasném pobytu sovětských vojsk a jejich odchodu v souvislosti s postupem celoevropského odzbrojujícího procesu. Již 4. prosince 1989 vydal Michail Gorbačov společně s československým premiérem Ladislavem Adamcem v Moskvě společné prohlášení, že srpnová intervence znamenala vměšování do vnitřních záležitostí ČSSR a že se jednalo o akci neslučitelnou s normami vztahů mezi svrchovanými státy. Téhož dne se v Moskvě sešli představitelé pěti států participujících v srpnové invazi, tedy Bulharska, Maďarska, NDR, Polska a SSSR, a prohlásili, že z hlediska nyní známých faktů, vstup znamenal vměšování do vnitřních záležitostí státu a musí být odsouzen.
6. prosince 1989 zahájila expertní skupina pod záštitou Ministerstva zahraničních věcí ČSSR  práci na přípravě nové smlouvy o pobytu sovětských vojsk, která měla stažení sovětských vojsk zahrnout do procesu snižování počtu sovětských a amerických vojsk v Evropě, čímž by ČSSR nepřímo legitimizovala přítomnost Střední skupiny vojsk jako součást kolektivní obrany.
S novou vládou, tzv. vládou národního porozumění, však byla otázka odsunu chápána velmi odlišně. Vláda s premiérem Mariánem Čalfou a Jiřím Dienstbierem v čele československé diplomacie, prosazovala odchod sovětských vojsk, jako záležitost nezávislou na odzbrojovacím procesu a vídeňských rozhovorech. 
Představy o časovém plánu odsunu byly velmi různé. Na jedné straně bylo Občanské fórum, které požadovalo odsun “do týdne”, na druhé straně Sovětský svaz navrhoval časové období pěti let. Československá diplomacie nakonec přišla s jednotným návrhem “do jednoho roku”. Střet těchto představ vyvolal takovou krizi jednání, že sovětská delegace uvažovala o přerušení veškerých rozhovorů. Sovětská delegace však od této myšlenky odstoupila, když československá strana pohrozila, že bude nucena před celým světem vyhlásit požadavek na stažení sovětských vojsk ze svého území. Na základě osobního dopisu Václavovi Havlovi od Michaila Gorbačova se obě strany dohodly na společném kompromisu jednoho a půl roku, neboli 18 měsíců.

## Dohoda o odchodu vojsk

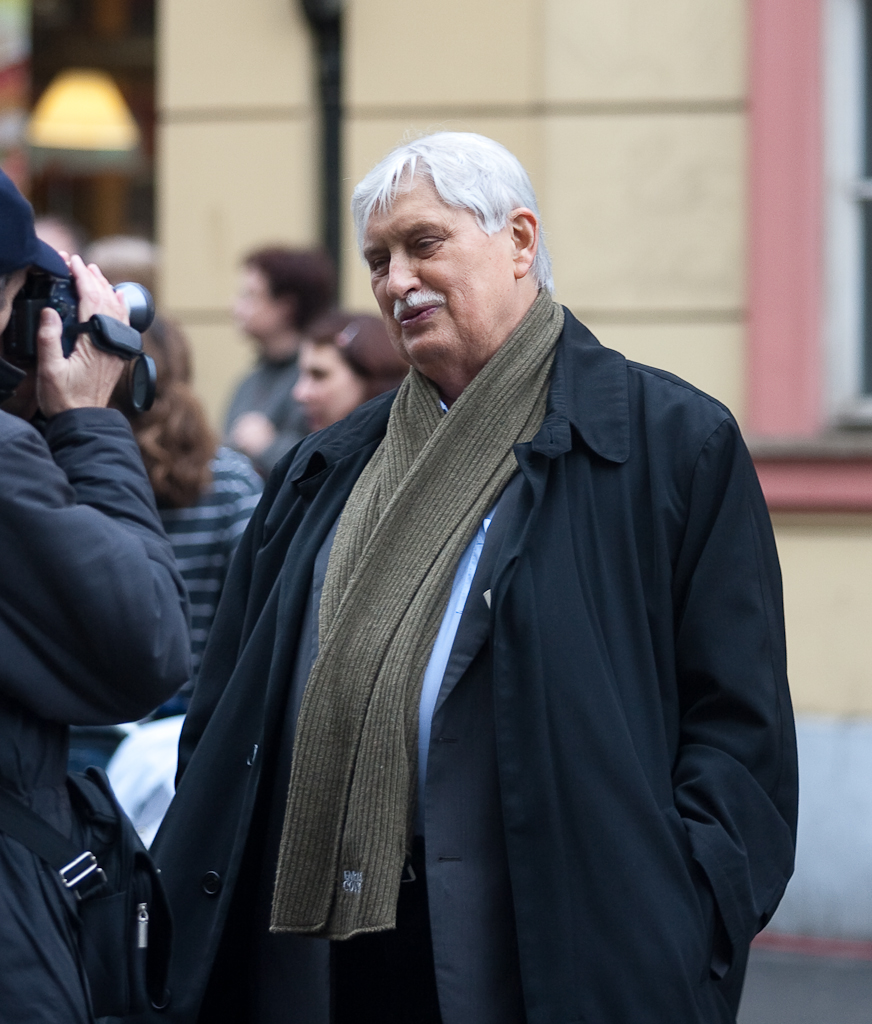
Jiří Dienstbier, který jako ministr zahraničí podepsal smlouvu o odchodu sovětských vojsk

Po dlouhých jednáních se československé straně podařilo skrze tyto kompromisy dosáhnout svého a 26. února 1990 byla v Kremlu ministry zahraničí Jiřím Dienstbierem a Eduardem Ševardnadzem, za přítomnosti československého prezidenta Václava Havla a předsedy nejvyššího sovětu Michaila Gorbačova, podepsána „Dohoda mezi vládou Československé socialistické republiky a vládou Svazu sovětských socialistických republik o odchodu sovětských vojsk z území Československé socialistické republiky“.
Dohoda se skládala ze sedmi článků:
- Úplný odchod sovětských vojsk se uskuteční po etapách, přičemž první etapa bude ukončena do 31. května 1990, druhá etapa do 31. prosince 1990 a třetí etapa do 30. června 1991. V první etapě se uskuteční odchod podstatné části vojsk v souladu se společně vypracovaným harmonogramem.
- Československá vláda poskytne sovětské straně při odchodu vojsk nezbytnou součinnost.
- V období do úplného odchodu vojsk se na tato vojska bude aplikovat režim fakticky existující v době sjednání této dohody, včetně majetkových, finančních a jiných otázek, s přihlédnutím k případným změnám v podmínkách vzájemného zúčtovacího a platebního styku.
- Strany jmenují zmocněnce pro záležitosti odchodu vojsk, kteří budou řešit praktické otázky vyplývající z provádění příslušných ustanovení této dohody.
- Majetkové a finanční otázky vznikající v souvislosti s odchodem  vojsk budou posuzovat zmocněnci pro záležitosti vojsk a budou vyřešeny dohodami mezi příslušnými ministerstvy ČSSR a SSSR.
- Majetkové a finanční otázky související se sovětskými vojsky v Československu, které nebudou upraveny do doby jejich úplného odchodu, budou vyřešeny zvláštní dohodou stran, která bude sjednána nejpozději do dvou let ode dne vstupu této dohody v platnost.
- Tato dohoda vstupuje v platnost dnem podpisu.

## Organizace odsunu

### Vládní zmocněnci
Řízením odsunu byl na československé straně pověřen zástupce ministra obrany generálmajor Rudolf Ducháček, který byl 22. února 1990 jmenován do funkce zmocněnce vlády pro záležitosti odchodu sovětských vojsk. Zmocněnci byla podřízena Správa pro zabezpečení odchodu sovětských vojsk z území ČSSR, která působila od 1. března 1990 do 31. srpna 1991. Jejím náčelníkem byl generálmajor Svetozár Naďovič.
Sovětským vládním zmocněncem byl velitel střední skupiny vojsk Eduard Vorobjov.

### Parlamentní komise
Pro dohled nad odsunem vojsk byla 28. března 1990 zřízena komise Federálního shromáždění. Předsedou byl zvolen Josef Macek a místopředsedou Michael Kocáb. Nově zvolené Federální shromáždění, vzešlé z voleb v červnu 1990, vytvořilo 20. září 1990 novou komisi v čele s Kocábem.

## Průběh odsunu

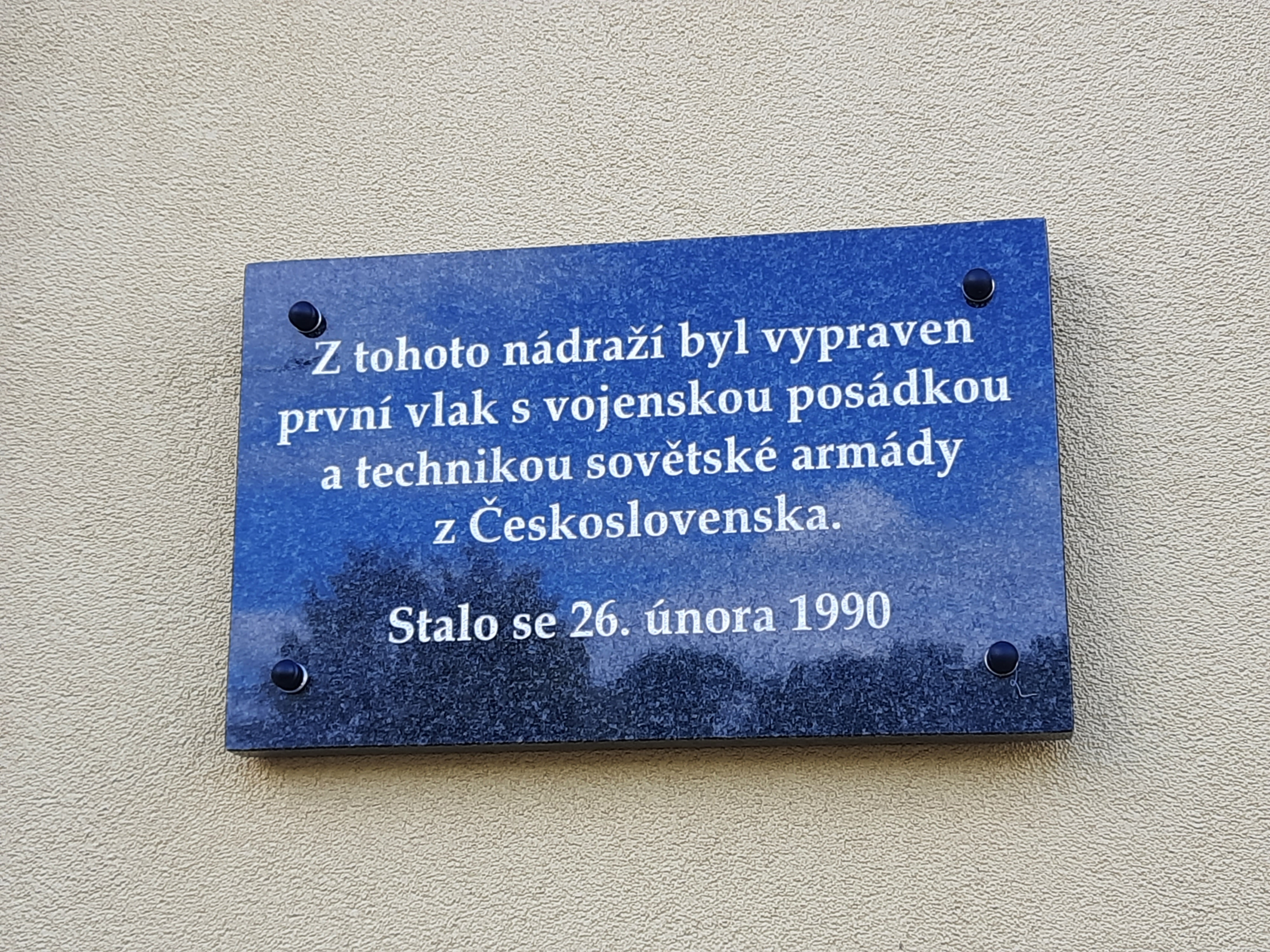
Pamětní deska prvního sovětského armádního transportu na budově nádraží ve Frenštátu pod Radhoštěm

Vlastní odsun byl zahájen v únoru 1990 a skončil v létě 1991. Podle dohody z 26. února byl odsun rozdělen do tří etap.
V první etapě, která probíhala v období od 26. února do 31. května 1990, mělo být z území ČSFR odsunuto 26 tisíc osob, 30 odpalovacích zařízení, 540 tanků, 480 bojových vozidel pěchoty, 350 děl, 19 letadel, 48 vrtulníků a 8 bezpilotních prostředků z lokalit Bruntál, Krnov, Frenštát pod Radhoštěm, Libavá, Vysoké Mýto, Šumperk, Klášterec nad Orlicí, Česká Třebová, Olomouc, Červená Voda, Hvězdov, Turnov, Hradčany a Milovice.
V druhé etapě od 1. června 1990 do 31. prosince 1990 bylo zahrnuto celkem 18 300 vojáků s příslušnou vojenskou technikou. Jednalo se o 15. tankovou divizi z Milovic, 211. dělostřeleckou brigádu z Jeseníků, 5. protiletadlovou brigádu z Kuřivod, letecký pluk z Hradčan a 30. motostřeleckou divizi ze Zvolenu.
Třetí etapa od 1. ledna 1991 do 30. června 1991 zahrnovala už pouze zbývající osoby a vojenskou techniku.
Pro přepravu byla využívaná především železnice. Bylo využito 825 vlaků s 20 265 železničními vozy a dalších 11 088 železničních vozů v rámci pravidelných nákladních vlaků. Po silnici bylo dopraveno 1709 vozidel v 27 kolonách. Letecky byli dopravováni především rodinní příslušníci sovětských generálů. Celkem se uskutečnilo 15 přeletů. 
Vůbec první transport byl vypraven již 26. února 1990 z nádraží ve Frenštátu pod Radhoštěm, což ve městě nadále připomínají dvě pamětní desky. Poslední transport byl pak vypraven 19. června 1991 z Milovic a východní hranici ČSFR překročil 21. června 1991. Až na menší výjimky, které měly spíše lokální význam, byl harmonogram dodržen. Fakticky skončil ještě před stanoveným datem, a to 25. června 1991, podpisem protokolu o ukončení odsunu sovětských vojsk z Československa. Jako poslední voják Střední skupiny vojsk odletěl 27. června 1991 symbolicky její velitel Eduard Vorobjov. Původně měl odletět ve vrtulníku na závěr koncertu Adieu C. A., který se konal 24. června 1991, to mu ale nebylo sovětským vedením povoleno. Na koncertě vystoupil Pražský výběr s Michaelem Kocábem, jako host zahrál Frank Zappa. Vorobjov se koncertu zúčastnil, ale místo něj ve vrtulníku odletěla pouze nafukovací figurína vojáka.
Kromě dvou případů nedošlo k vážnějším mimořádným událostem. Výjimkou byl výbuch munice při odsunu tanku v Bohosudově 8. ledna 1991, při níž zahynulo 17 příslušníků sovětských vojsk. Druhá nešťastná událost byla havárie vrtulníku při přeletu do SSSR v blízkosti Prievidze 20. května 1991, při níž zahynuli 4 sovětští vojáci. Při těchto událostech českoslovenští obyvatelé zraněni nebyli, ale za odcházejícími sovětskými jednotkami zůstaly mnohé nedořešené otázky jak škod na zdraví, životech a majetku, tak i ekologických zátěží.

## Následky pobytu vojsk

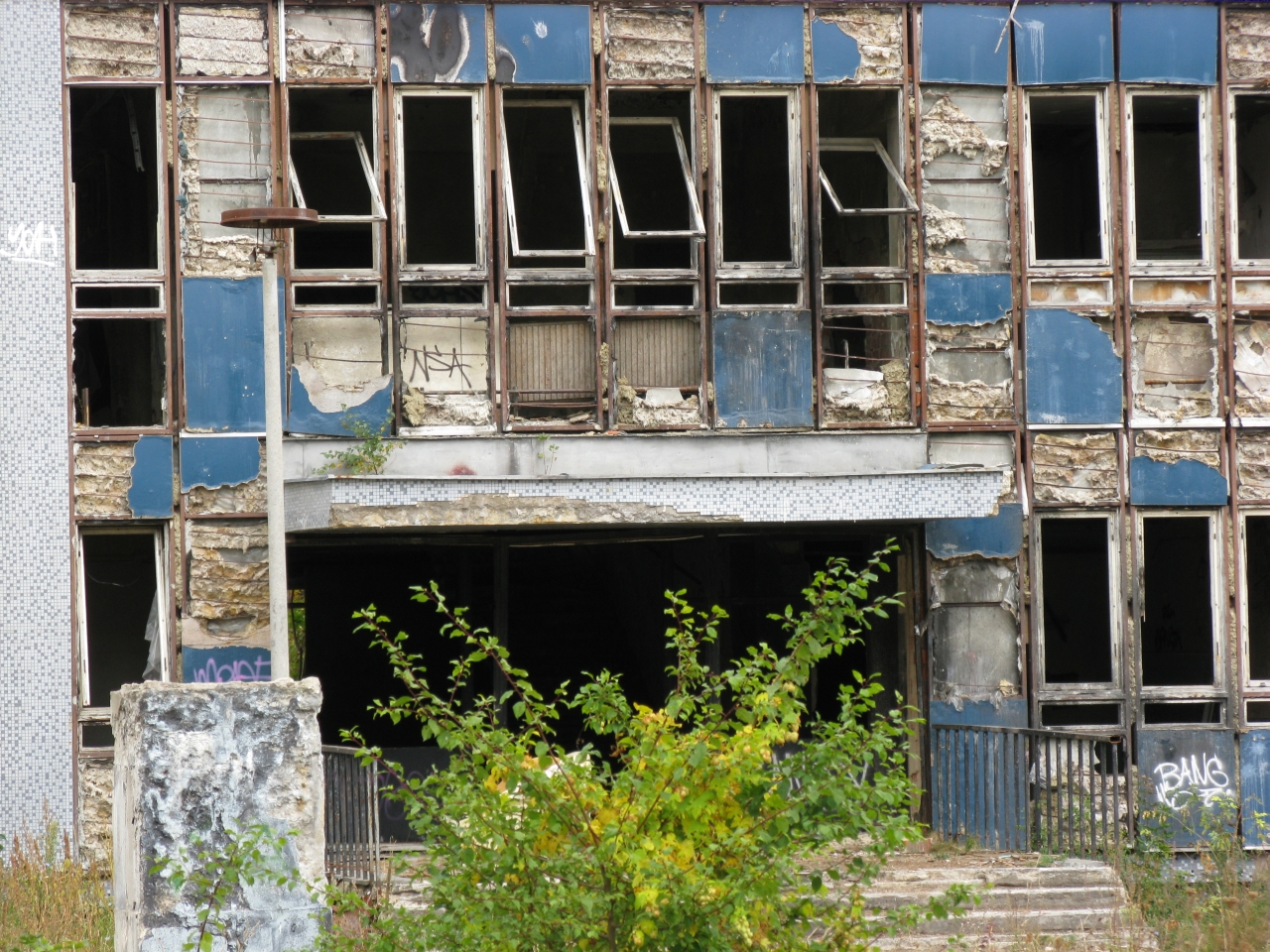
Opuštěná sovětská budova v Božím Daru (2008)

V souvislosti s odsunem bylo organizováno rozdělení uvolněných objektů, v hodnotě cca 2,4 miliardy korun, převážně do civilního sektoru. V opuštěných vojenských prostorech  zůstalo 3 076 černých staveb, svépomocně vybudovaných z prostředků sovětských vojsk, které neodpovídaly československým předpisům. Zhruba u 250 z nich došlo z technických nebo ekologických důvodů k okamžité likvidaci. Během dvacetiletého pobytu v Československu rozšířila sovětská armáda (s tichým souhlasem i bez něho) zabrané prostory o rozloze 4 500 ha až na 13 000 ha půdy. Po uvolnění prostor došlo k jejich pyrotechnickému a chemickému průzkumu a převzetí střežení československou armádou. Během prohlídek byl odhalen špatný stav objektů, které potřebovaly okamžité opravy. Vláda ČSFR na ně vyčlenila v roce 1990 částku 80 milionů korun a v roce 1991 90 milionů. Jen odstranění škod, způsobených sovětskou armádou na lesních porostech v oblasti Libavá, stálo 127 milionů korun.
Dle zprávy komise FS bylo pouze 9 % lokalit bez ekologických zátěží. Největší zátěží bylo znečištění podzemních vod a půdy ropnými látkami, nejhorší na letištích Boží Dar a Hradčany. Na sanaci tohoto znečištění bylo v letech 1991–2019  vynaloženo odhadem asi 1,5 miliardy Kč. Celková výše ekologických škod byla odhadována na 3 510 485 377 Kčs, z toho 2 420 014 408 Kčs v Česku a 1 090 470 969 Kčs na Slovensku.